# ساوث ستورمونت (أونتاريو)
ساوث ستورمونت، أونتاريو (بالإنجليزية: South Stormont)‏ هي مدينة كندية تقع في مقاطعة أونتاريو. تبلغ مساحة هذه المدينة 447.4593 (كم²)، ويبلغ عدد سكانها 12520 نسمة حسب إحصاء سنة 2006 م، بينما كان يسكنها 11941 نسمة في سنة 2001 م. تحتل هذه المدينة المرتبة رقم 294 بين مدن كندا حسب عدد السكان والمرتبة رقم 112 في المقاطعة. نما عدد السكان في هذه المدينة بنسبة (4.8) بين العامين المذكورين.

## أعلام
- جون لورانس مكدونالد
- جون ماكلولين
- روبرت أوستين شيرر
- تود بيري

## وصلات خارجية
- الأطلس الحكومي لكندا
- إحصاءات كندا مع ساعة تعداد السكان